# Ernst Happel Stadion
L'Ernst Happel Stadion és un estadi multiús situat al districte de Charlottenburg, a la ciutat de Viena, capital d'Àustria. És la seu habitual de la selecció austríaca de futbol.

## Història
Va ser construït entre 1929 i 1931 amb el nom de Praterstadion (en català: Estadi del Prat) per a les segones "Olimpíades Obreres" i projectat per l'arquitecte alemany Otto Ernst Schweizer. L'estadi va ser reanomenat el 1992 amb el nom del destacat jugador i director tècnic austríac Ernst Happel.